# Церковь Благовещения на Житном дворе
Це́рковь Благове́щения на Жи́тном дворе́ (Церковь Благовещения Пресвято́й Богоро́дицы, что на Житном дворе) — утраченный православный храм в Москве, находившийся в Московском Кремле у Благовещенской башни. Был построен в 1731 году. Разрушен в 1932-м.

## История

### XVIII век

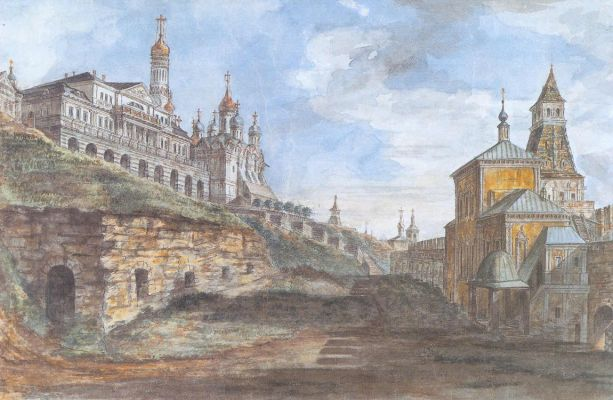
Фёдор Алексеев «Вид на Государев дворец и церковь Благовещенья в Житном дворе», XIX век

История строительства церкви связана с преданием времени правления Ивана Грозного. В тюрьме Кремлёвской башни был заключён невиновный воевода, приговорённый к казне. После молитв ночью во сне ему явилась Богородица и велела просить помилования у царя. Когда воевода не выполнил указание, Богородица явилась ему снова, обещав помощь и покровительство. Узник послушал и направил царю прошение о помиловании. Узнав о прошении, государь разгневался и велел стражникам казнить воеводу немедленно. Явившись к башне-тюрьме, те увидели на её стене, обращённой к царскому дворцу, проступившее изображение иконы Благовещения Пресвятой Богородицы. Стражники доложили об этом царю, и тот отпустил заключённого. К иконе Благовещения стали собираться молящиеся и вскоре у башни, названной Благовещенской, построили деревянную часовню.
По велению Анны Иоанновны в 1731 году на месте часовни возвели каменную церковь так, что икона оказалась внутри постройки за правым клиросом. Работы осуществлялись на средства гофинтендантской конторы под руководством архитектора Готфрида Шеделя. Он подготовил проект простого четырёхскатного однокупольного храма, с восточной его стороны примыкала алтарная апсида, а с западной — трапезная с притвором и крыльцом, к которому вела лестница из Нижнего сада. Дозорную площадка под шатром башни переоборудовали в звонницу с семью колоколами, а вместо флюгера на завершение постройки установили православный крест.
Своё название церковь получила по имени Житного двора, основанного Софьей Витовтовной и находившегося до XVII века рядом с башней. В его амбары каждую осень свозили рожь, сено, овёс и другие запасы из государственных имений. В остальное время на Житном дворе собирались «государевы люди», получавшие хлебное жалование.
Церковь сильно пострадала в Троицком пожаре 1737 года: сгорели крыша над трапезной, деревянная глава. Осталась невредимой храмовая икона, для которой в 1742-м изготовили новую серебряную ризу. За год храм отремонтировали и устранили разрушения.

### XIX—XX века
В 1816 году по распоряжению московского архиепископа Августина в храм перенесли из разобранной церкви на Кисловке ковчег с частицами мощей Иоанна Милостивого. В его честь в 1825-м году на средства Марфы Яковлевны Кротковой освятили в трапезной придел. В 1816 году в церковь поместили икону Богоматери «Нечаянная Радость», по имени которой в народе называли церковь. В настоящее время она хранится в храме Илии Пророка Обыденного на Остоженке.
В середине XIX века граф Дмитрий Шереметев, купцы Грачёв и Зуреев подарили храму иконы святителя Димитрия Ростовского, преподобного Сергия Радонежского и другие образы. А дмитровский купец И. Н. Короваев пожертвовал большое деревянное распятие, сделанное по образцу находящегося креста в Успенском соборе Дмитрова. В 1867 году при главном алтаре устроили новый иконостас.
Во время реставрации церкви в 1891—1892 годах под руководством Николая Воскресенского растесали бойницы в широкие окна, храм соединили с башней аркой и перенесли в неё придел Иоанна Милостивого. Стены расписал художник Л. И. Парилов по древним образцам Успенского собора во Владимире. В куполе над алтарём была изображена Божия Матерь с омофором в руках, на западной стене — Ангел Великого Совета. На южной стене находилось изображение освобождения из темницы апостола Петра, рядом с ним — рассказ о явлении воеводе Богоматери. В киот возле иконостаса поместили образ святителя Николая, выполненный художником Павлом Чистяковым. Освящение придела состоялось в ноябре 1892-го.
Закрыли Благовещенскую церковь на Житном дворе, как и другие кремлёвские храмы, после свержения монархии в 1918—1919 годах. Во время ремонтных работ в Благовещенской башне в 1932-м храм демонтировали, придел упразднили, а крест над шатром заменили флюгером. Судьба явленной иконы на стене башни осталась неизвестна.